# Model d'avaria

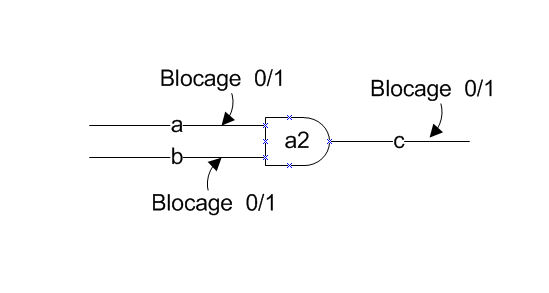
Exemple de possible falla en un circuit senzill (porta Y)

Un model d'avaria és un model d'enginyeria d'alguna cosa que podria sortir malament en la construcció o el funcionament d'un equip. A partir del model, el dissenyador o l'usuari pot predir les conseqüències d'aquesta falla en particular. Els models d'error es poden utilitzar en gairebé totes les branques de l'enginyeria.
Models bàsics d'avaria:
Els models bàsics d'error en circuits digitals inclouen:
- Falles estàtiques, que donen valors incorrectes a qualsevol velocitat i es sensibilitzen fent només una operació:
  - el model de falla enganxada. Un senyal, o sortida de porta, està enganxat a un valor 0 o 1, independentment de les entrades al circuit.
  - el model de falla pont. Es connecten dos senyals junts quan no haurien de ser-ho. Depenent dels circuits lògics emprats, això pot donar lloc a una funció lògica cablejada OR o cablejada AND. Com que hi ha falles de pont potencials O(n^2), normalment es restringeixen als senyals que són físicament adjacents al disseny.
  - les falles del transistor. Aquest model s'utilitza per descriure els errors de les portes lògiques CMOS. A nivell de transistor, un transistor pot ser enganxat-curt o enganxat-obert. En ficat-short, un transistor es comporta com sempre és conductor (o enganxat), i enganxat-obert és quan un transistor mai condueix el corrent (o s'enganxa). Stuck-short produirà un curt entre VDD i VSS.
  - El model de falla oberta. Aquí es suposa que un cable està trencat i una o més entrades es desconnecten de la sortida que les hauria de conduir. Igual que amb les falles de pont, el comportament resultant depèn de la implementació del circuit.
- Falles dinàmiques, només a velocitat i es sensibilitzen realitzant múltiples operacions de forma seqüencial:
  - El model d'error de retard de transició (o falla de transició), on el senyal finalment assumeix el valor correcte, però més lentament (o rarament, més ràpid) del normal.
  - Model de defecte de retard petit[3][4]

Un model d'error es troba sota una de les hipòtesis següents:
- hipòtesi de falla única: només es produeix una falla en un circuit. si definim k possibles tipus d'error en el nostre model de falla, el circuit té n línies de senyal, per suposició de falla única, el nombre total de fallades individuals és k × n.
- hipòtesi de falla múltiple: es poden produir diverses fallades en un circuit.